# Partizanska tiskarna Slovenija
Partizanska tiskarna Slovenija stoji blizu naselja Vojsko v Občini Idrija. Spada v sklop Mestnega muzeja Idrija.
Partizanski tisk je med NOB odigral pomembno povezovalno in propagandno vlogo, predvsem na Primorskem, ki je dolgo trpela pod fašističnimi raznarodovalnimi pritiski. Že v letu 1941 so nastale prve ciklostilne tehnike. V taki tehniki je v vasi Zakriž nad Cerknim 26. novembra 1943 izšla prva številka Partizanskega dnevnika, glasila Triglavske divizije, ki se je pozneje preimenovala v 31. divizijo. Partizanski dnevnik je bil edini ilegalni dnevnik v okupirani Evropi med drugo svetovno vojno.
Poleti 1944 so začeli graditi tiskarno Slovenija. Gradnjo je vodil Boris Race. Električni tiskarski stroj so nabavili v Milanu. S tovornjakom so ga pripeljali do Gorice, nato z vozovi do Vojskega in končni del poti so ga po delih prenesli ročno.
V tiskarni, ki je obnovljena in odprta za obiske, je več stavb: strojnica (prostor s tiskarkimi stroji), stavnica, knjigoveznica, kuhinja z jedilnico (na podstrešju je spalnica) in električna centrala. V tiskarni je delalo 40 do 50 ljudi. 
17. septembra 1944 so v tiskarno prejeli rokopis za Partizanski dnevnik, ga ponoči stavili in natisnili v 4.000 izvodih ter naslednji dan po kurirskih zvezah razposlali. 
Tiskarna Slovenija je delovala do 1. maja 1945. Natisnili so 228 številk različnih časopisov v 1.007.686 izvodih, veliko drugega tiskanega materiala. Vsega skupaj so natisnili 313 raznih tiskov na 1.247 straneh in v 1.394.311 izvodih.

## Galerija
- «Glavna ulica«
- Stavba električne centrale
- Stavljena naslovna stran Partizanskega dnevnika
- Električni hitrotiskarski stroj
- Knjigoveška stiskalniva
- Knjigoveški nož
- Štedilnik v kuhinji